# Chiropodomys muroides
Chiropodomys muroides är en däggdjursart som beskrevs av Medway 1965. Chiropodomys muroides ingår i släktet Chiropodomys och familjen råttdjur. Inga underarter finns listade i Catalogue of Life. Fram till 2017 var bara ett fåtal individer kända.

## Utseende
Med en kroppslängd (huvud och bål) av 6,6 till 8,8 cm och en svanslängd av 8,5 till 9,1 cm är arten minst i släktet Chiropodomys. Den har 1,5 till 1,7 cm långa bakfötter och 1,4 till 1,9 cm stora öron. Viktuppgifter saknas. Huvudet kännetecknas av stora ögon, ganska stora öron med päls av fina hår samt av smala morrhår. På svansen förekommer bruna hår och vid svansspetsen bildar cirka 6 mm långa hår en tofs. Stortån är utrustad med en nagel och de andra tårna bär klor. Bålens och huvudets ovansida bär ljusbrun till orangebrun päls och undersidans päls är mörkgrå med inslag av brunt. Gränsen mellan dessa färger är ganska tydlig men det saknas en skiljande ljusbrun linje. Honan har två par spenar. Artens framtänder är mer gulaktiga istället för orange hos andra släktmedlemmar.

## Utbredning
Denna gnagare förekommer på Borneo. Individer hittades i bergstrakter mellan 1100 och 1300 meter över havet. Kanske har arten en större utbredning på ön. Habitatet är tropiska bergsskogar.

## Ekologi
Tänderna är så konstruerade att de troligen används för att öppna tjocka kapslar eller hårda nötter för att komma åt fröet.

## Status
Arten kan i viss mån anpassa sig till landskapsförändringar men stora skogsavverkningar påverkar beståndet negativt. I utbredningsområdet ligger Kinabalu nationalpark och andra skyddszoner. Fortfarande saknas detaljerade data angående gnagarens utbredning och populationens storlek. IUCN kategoriserar arten globalt som otillräckligt studerad.